# Zgornji Prhovec
Zgornji Prhovec je naselje v Občini Zagorje ob Savi.